# Bílsko u Hořic
Pour les articles homonymes, voir Bílsko.
Bílsko u Hořic (jusqu'en 1991 : Bílsko ; en allemand : Bilsko) est une commune du district de Jičín, dans la région de Hradec Králové, en République tchèque. Sa population s'élevait à 124 habitants en 2022.

## Géographie
Bílsko u Hořic se trouve à 3 km à l'ouest du centre de Hořice, à 19 km à l'est-sud-est de Jičín, à 24 km au nord-ouest de Hradec Králové et à 90 km à l'est-nord-est de Prague.
La commune est limitée par Hořice au nord et à l'est, par Dobrá Voda u Hořic au sud, et par Holovousy à l'ouest.

## Histoire
La première mention écrite du village date de 1386.

## Transports
Par la route, Bílsko u Hořic se trouve à 3 km de Hořice, à 27 km de Hradec Králové et à 115 km de Prague. 